# Кипчацький каганат
Кипчацький каганат — середньовічна тюркська держава, що утворилося внаслідок занепаду Кимацького каганату. Знищив Огузьку державу. Тривалий час боровся з Хорезмом і Каракитайською державою. Підкорено Чингізидами разом з володіннями родичів-куманів каганат отримав спільну назву Де́шт-і-Кипча́к (на сході) й Половецьке поле (на заході).

## Історія
Перші відомості про кипчаків зустрічаються у китайських джерелах. Предками були сіри (сеяньто), що у VII ст. створили власний каганат. Після поразки частина сеяньто відкочували до схилів гір Алтаю та Саяну, де невдовзі отримали назву кипчаків.
У VIII столітті вони стали частиною Кангарського союзу. Водночас кипчаки стають членами кимацької племінної конфедерації. Сюди також входили кимаки, кумани, стародавні башкири. У 740-х роках брали участь у знищенні Кангарського союзу. Десь 750 року відбулося утворення Кимацького каганату, де кипчаки разом з кимаками і куманами стали провідним племенем. Основним супротивником стали Огузька держава і Уйгурський каганат.
840 року нищівна поразка уйгурів від Киргизького каганату призвела до зникнення зовнішньої загрози. Але згодом почалися війни проти киргизів, а на початку X ст. — імперія Ляо. За цих умов укладається союз з Огузькою державою.
Десь на початку XI ст. один з провідних кипчацьких кланів ельбарі повстав проти кимацької династії татар, внаслідок чого в Кимацькому каганаті почалася запекла війка, яка призвела близько 1035 року до розпаду держави. З неї виокремилися племена куманів й кипчаків. Втім низка дослідників розглядає історію Кипчакського каганату як частину Кимацького. Навіть державу називають Кимак-Кипчацькою.
У власних володіннях залишилися кимаки, а кипчаки і кумани рушили на захід. Тут вони у 1050—1055 роках знищили ослаблу Огузьку державу. Ймовірно після короткочасного спільного панування кумани рушили далі на захід, а кипчаки створили власну державу на колишніх землях огузів. Невдовзі кипчаки зіткнулися з Сельджуцькою імперією. Султан Алп-Арслан 1065 році на Мангишлаці та біля Дженду завдав поразки декільком кипчацьких ханів, що визнали зверхність Сельджукидів. В наступні роки відбувається політичне зміцнення та військова централізація Кипчацького каганату, який відчув загрозу з боку Сельджукидів.
Вже 1096 році Кара-каган спробував захопити Хорезм і Дженд, але зазнав поразки від хорезмшаха Екінчі ібн Кочкара. Втім боротьба в Хорезмі, протистояння Сельджукидів і Газневідів з Караханідами сприяли новому наступу кипчаків, які на початку 1100-х років заволоділи містами Дженд, Сигнак, Янгікент.
Втім у 1133 році хорезмшах Атсиз перейшов у наступ, відвоювавши до 1138 року усі ці землі. Водночас починаються війни з каракитаями за рештки Східноараханідської держави, внаслідок чого вдається відвоювати деякі північні землі останньої.
Втім боротьба тривала у 1152 року кипчаки завдали поразки Хорезму, сплюндрувавши значні землі. Втім подальше протистояння не досягає успіху. З 1160-х років почався розпад Кипчацького каганату, викликаного боротьбою між антихорезмською й прохорезмською частинами знаті, ханів. У 1172 році владу перебрав Джанкіши, що оженив доньку Туркан за хорезмшахом Текішем, що стало важливим початком розвороту до міцного союзу. Водночас посилюються центробіжнні тенденції, північні кипчаки все менше підкорюють каганові. Останні також починають поділятися на племенні союзи: зауральський (шандинське і басандійське городища на території Кузнецької улоговини і Верхньому Надоб'ї) і уральський (уздовж річки Урал до сучасного південного Башкортостану). Поступово і з них викоремлюються напівнезалежні орди.
Водночас хорезмшах активно став використовувати боротьбу між Кадир-Буке-ханом і Алип-Дерек за каганський трон, що ще більше послабило державу. Внаслідок цього до 1200 року завершується розпад каганату. Під владу каганів залишаються південні та східні землі. Разом з тим каган (відомий як інал-хан) стає союзником і васалом Хорезму.
У 1216—1219 роках кипчацький каган Абар-хан і молодший хан Каїр-хан протистояли монгольській навалі, під час якої зазнали поразки, а каганат остаточно припинив існування.

## Територія і населення
Охоплювала від Уралу до Балхашу і Алакольської западини. На Алтаї, у верхів'ях Іртишу, межували з найманами і кереїтами, на півночі їх сусідами були єнісейські киргизи.
Мешкали власне кипчацькі орди, огузи, кангли, східні кангари, урани, баяти, тюргеши, карлуки, чигіли.

## Устрій
Каганат являв собою певну конфедерацію племен. Столицею було місто Сигнак, взимку поселення в Приаральї. Каган обирався з племен ельбурлі (ільбарі), уран або каї. При цьому каган мав вищу військову й судову владу. Міцність каганату залежала від авторитету та військового успіху кагана. Наприкінці існування каганату значну вагу набув інал-хан (молодший хан).
В кожному племені чи орді головував хан. Цим підкорялися беки і байлари. Управлінський апарат складав з тарханів і баскаків. Низи становили селяни, слуги й раби.

## Господарство
Основою було скотарство (вирощували верблюдів, дрібну рогату худобу, коней) та данина від контролю над торгівельними містами. Основним багатством були коні. Степ поділявся на локації з певними пасовищами, яйлакськими (літніми) поселеннями та кишлацькими (зимовими) поселеннями.
Значення мало полювання. Експортували рабів та шкури цінних тварин. Існувало зрошувальне землеробство уздовж річок, яким займалися збіднілі кипчаки, що не мали коней. Вирощували переважно просо.
Серед ремесел були обробка шкіри, виготовлення одягу та взуття, зброї, кінські упряжі зі шкіри.